# Densité morale
La densité morale est un terme utilisé par Émile Durkheim, dans son ouvrage De la division du travail social (1893), pour désigner l'intensité des communications et des échanges entre les individus d'une société donnée que l'on résume souvent au lien social.

## Concept
La densité morale permet de qualifier l'intensité des communications et des échanges entre des individus, c'est-à-dire de désigner la force des transmissions qui forment le lien social. Durkheim définit la densité morale comme cette cohésion qui existe autour de valeurs, d'interdits ou d'impératifs sacrés, qui relie les individus au tout social.
L'augmentation de la densité morale se traduit par la multiplication des échanges interindividuels et s'accompagne généralement de l'accroissement de la densité matérielle. Cela contribue à développer la division du travail social, et donc de la spécialisation des individus et de leur interdépendance accrue. Durkheim remarque en effet que la Révolution industrielle a conduit à l'urbanisation. Sans la densification de la densité morale, le regroupement de travailleurs en un lien (une usine) est impossible.
Cela favorise le passage d'une société à solidarité mécanique (où la coopération est basée sur la ressemblance avec autrui) à la société à solidarité organique. Elle est se fonde sur une plus grande autonomie des individus mais aussi sur leur interdépendance du fait de la division du travail. Durkheim considère que ce passage à une société organique favoriserait l'émergence de la figure de l'individu du fait de l'affaiblissement de la conscience collective car « dans les grandes cités, l'individu est beaucoup plus affranchi du joug collectif [...] la pression de l'opinion se fait sentir avec moins de force dans les grands centres ». L'homme y est donc libre de s'affirmer dans son individualité.